# Siegfried Adolf Wouthuysen
Siegfried Adolf Wouthuysen (Amsterdam, 17 augustus 1916 – aldaar, 14 juli 1996) was een Nederlands natuurkundige op het gebied van de kwantummechanica. Vroeg in zijn carrière had hij een belangrijke bijdrage in de ontwikkeling van Werner Heisenbergs S-matrixtheorie.

## Biografie
Wouthuysen studeerde chemische technologie aan de Universiteit van Gent (bachelor in 1936), maar op advies van zijn hoogleraar ging hij natuurkunde studeren onder Hendrik Kramers aan de Universiteit Leiden. In 1939 behaalde hij er zijn doctoraalexamen wis- en natuurkunde, waarna hij in Leiden de assistent werd van Kramers.
Vanwege zijn joodse achtergrond werd hij gedwongen om in de Tweede Wereldoorlog onder te duiken om vervolging te ontlopen. Uiteindelijk vond hij in België onderdak onder een valse naam. Na de oorlog kreeg Wouthuysen van Kramers een van de weinige Amerikaanse studiebeurzen die hem in staat stelde om samen te werken met Robert Oppenheimer, zowel aan de Universiteit van Californië - Berkeley (1946/47) als aan het Institute for Advanced Study in Princeton (1947/48). Hij promoveerde in 1948 onder Oppenheimer aan Berkeley met een proefschrift over de eigenenergie en relatieve covalentie in de veldtheorie.
In 1949 accepteerde hij een postdoc-studie aan de Universiteit van Rochester, waar hij in de zomer van 1949 samen met Leslie Lawrence Foldy de Foldy-Wouthuysen-transformatie van de spinmechanica ontwikkelde. Met George B. Field ontwikkelde hij de Wouthuysen-Fieldkoppeling.
Datzelfde jaar, 1949, keerde hij terug naar Nederland om de positie van lector theoretische natuurkunde aan de Universiteit van Amsterdam te aanvaarden. In 1955 werd hij er benoemd tot gewoon hoogleraar, een functie die hij tot aan pensionering in 1984 behield.